# Charles Lebon
Charles Lebon   (Dieppe, 21 de setembre de 1799 - Martigny, 14 de desembre de 1877) va ser un industrial francès que es va dedicar al negoci de la producció de gas i l'enllumenat públic a Barcelona i altres ciutats.
El 1841 va guanyar la concessió de l'enllumenat públic de Barcelona per 15 anys. Per donar aquest servei va construir la primera fàbrica de gas a la Barceloneta i el 1843 va crear juntament amb els banquers Gil la Societat Catalana per a l'Enllumenat per Gas. Acabada la concessió, es va iniciar un litigi que es va resoldre el 1863 concedint-li l'enllumenat públic a la seva companyia i la dels particulars a la Societat Catalana.
També va fundar la fàbrica l'Arenal a Sant Martí de Provençals i va aconseguir la concessió del gas a València el 1843 i altres ciutats com Cadis, Màlaga, Santander i Múrcia posteriorment. També havia creat la Compagnie Centrale d’Éclairage par le Gaz el 1847 a França per donar servei a diverses ciutats franceses, que uns anys després va cotitzar en borsa. Quan va aparèixer l'electricitat, Societat Catalana i Gas Lebon van crear la Central Catalana d'Electricitat el 1894, que esdevindria la Catalana de Gas i Electricitat el 1912.